# Rangers (bande dessinée)

Rangers est une série de bande-dessinées sur la Seconde Guerre mondiale publiée par l'éditeur Impéria de 1964 à 1986, de la famille des « petits formats ».

## Le contenu[1]
Comme un grand nombre de titres de petit format, la série propose des récits sur la Seconde Guerre mondiale. Impéria publiait d'autres séries sur le même thème (Garry, Attack, Les 5 As, X 13, Battler Britton, Tora, Navy, Sergent Guam pour les plus connues). 
Chaque numéro comporte deux à trois récits complets en moyenne, sans héros récurrent. Certains récits ont pu être découpés en quelques épisodes « à suivre ».
Le point de vue est la plupart du temps celui d'un petit groupe de combattants alliés (essentiellement anglais ou américains) sur tous les théâtres d'opérations de la guerre. Les combattants sont le plus souvent des fantassins.
À part la couverture et la quatrième de couverture, la publication est en noir et blanc. Chaque planche comporte deux à trois cases (sauf pour les neuf numéros grands formats dont la mise en page est proche de celle d'un album de bande dessinée classique).
Chaque fascicule comprend également un ou plusieurs textes dactylographiés d'information générale, pas ou peu illustrés, sans rapport avec la guerre et intercalés entre les récits. La présence de ces textes était une obligation afin d'obtenir l'agrément de la commission paritaire des publications et agences de presse, garantissant le statut la diffusion de cette publication comme titre de presse et non comme livre.
Le titre de la publication s'inspire du nom de l'unité combattante des États-Unis, les Rangers.

## Les publications[1]
248 fascicules ont été publiés entre le n°1 (5 mai 1964) et le n°248 (2e trimestre 1968). Leur aspect a évolué :
- du n°1 (1964) au n°51 (1968) : publication mensuelle de 164 pages, avec un dos carré blanc (portant le titre « Rangers » en bleu, le numéro et le logo d'Imperia) au format 13 cm x 18 cm. Le titre « Rangers » est rouge sur la couverture.
- du n°52 (septembre 1968) au n°60 (septembre 1970) : publication trimestrielle de 68 pages, agrafée en cahier au format 21 cm x 27 cm. Cette formule grand format a été inspirée de Garry, autre publication du même éditeur.
- du n°61 (octobre 1970) au n°248 (juin 1986) : publication mensuelle de 132 pages, agrafée en cahier au format 13 x 18 cm. Le titre « Rangers » est en jaune, blanc ou rouge sur la couverture. À partir du n°221, il est écrit à la fois horizontalement et verticalement.
En plus, 66 recueils ont été publiés à partir de 1965 : ils comportent trois numéros consécutifs (du recueil n°1 au recueil n°17) puis quatre numéros (du recueil n°18 au recueil n°66, sauf le recueil n°19 avec cinq numéros), avec un dos carré comportant les mentions « éditions Imperia », « Rangers » et le numéro du recueil (la couleur du dos varie).

## La production de la série[1]
Rangers est une production française d'origine européenne. Les récits proviennent pour la plus grande partie d'Angleterre, surtout ceux parus chez Amalgamated Press/Fleetway (Battle Picture Library, War Picture Library), de manière secondaire chez DC Thomson (Commando) ou chez l'américain Atlas (Battleground). Chaque récit était le résultat d'un travail d'équipe : des scénaristes, des documentalistes pour vérifier la vraisemblance des détails historiques, des dessinateurs, des maquettistes, des encreurs, …
Les dessinateurs sont européens : la majorité d'entre eux sont espagnols (Bermejo, Puig, Bevia, Bielsa, Ortiz, Gonzales, Salvador...) ou italiens (Calegari, Diso, Cossio, Zeccara, Casabianca, D'Antonio...). Ils sont plus rarement anglo-saxons (Holmes, Severin...), argentins (Duranona, Moliterni...)  ou français (Dimitri). Hugo Pratt a dessiné cinq récits (n°30, 96, 102, 107, 125) de 1959 à 1963. Cependant, les récits ne sont pas signés par les dessinateurs.
Les couvertures étaient des créations distinctes, soit achetées à l'éditeur anglais (notamment celles de la Battle Picture Library), soit créées par des illustrateurs différents. Ces couvertures étaient à l'origine des gouaches en couleur d'un format proche du 21 x 27 cm. La quatrième de couverture est un dessin de Felix Molinari (montrant des Marines débarquant d'un véhicule amphibie et non des Rangers) remplacé ensuite par des publicités pour les autres publications Impéria.
Les récits anglais étaient achetés par la société française Graph-Lit. Les planches étaient traduites, voire retouchées : les graphistes travaillaient sur des bromures, sur lesquels ils collaient les textes en français et modifiaient le dessin au besoin.
Impéria supervisait la fabrication. Les fascicules étaient imprimés par la société Mont-Louis à Clermont Ferrand.

## La distribution
Rangers, en tant que produit de presse, voyait sa distribution assurée par les Messageries lyonnaises de presse (MLP), ce qui garantissait une diffusion large : bureaux de presse, kiosques mais aussi épiceries dépositaires ou café-bars.
Les chiffres exacts de production ne sont pas connus.
Le faible prix (le n°1 de Rangers coûtait 1 franc, soit 1,28 euros de 2015), le format « poche », la simplicité des récits, l'attractivité de la couverture en couleur et le caractère héroïque des aventures guerrières expliquent la forte diffusion de ces petits formats auprès des jeunes garçons des décennies 1960-1970, à une époque où la seule concurrence culturelle était celle du cinéma puis de la télévision.
Comme toute publication destinée à la jeunesse en vertu de la loi de 1949, la publication était soumise au contrôle de la Commission de surveillance et de contrôle des publications destinées à l'enfance et à l'adolescence (la mention de la loi est rappelée sur la dernière page de chaque fascicule). Cette censure explique que les récits soient peu réalistes : la mort est édulcorée, les blessures sont superficielles, les traumatismes sont prétexte à dépassement de soi. À l'inverse, les valeurs morales telles que le courage, la solidarité, la volonté, le patriotisme sont mises en avant. L'ennemi (allemand ou japonais) est certes présenté comme impitoyable, mais il n'est pas pour autant diabolisé en tant que tel. La Shoah et l'antisémitisme du IIIe Reich ne sont quasiment jamais abordés.

## Sources
- Franck Anger, Zoom Editeur : Impéria, Pimpf Mag N°11
- Pierre Caillens, 50 ans de petits formats, L'annonce-bouquins !, tomes 1 et 2, 1993. Attention : ce titre comporte des erreurs.
- Thierry Crépin, « Haro sur le gangster ! » : La moralisation de la presse enfantine, 1934-1954, Paris, CNRS éditions, 2001, 493 p. (ISBN 2-271-05952-6)
- Collectif, Héros de papier : les récits complets des années 50, exposition présentée par la Bibliothèque publique d’information, Le collectionneur de bandes dessinées, n°57-58, été 1988
- Alain Fourment, Histoire de la presse des jeunes et des journaux d’enfants (1768-1988), Eole, 1987
- Steve Holland, David Roach, War Libraries :  Volume 1 : The Fleetway Picture Library Index, Book Palace Books, 2007
- George Low, Commando for action and adventure : 50 years, a home for heroes, Carlton, 2011
- Adam Riches, Robert Frankland, Tim Parker, When the Comics Went to War, Mainstream Publishing, 2009
- Dominique Petitfaux, Rencontre avec Gérard Thomassian, Le Collectionneur de bandes dessinées, n°102, oct. 2004, p.21-27
- Gérard Thomassian, Encyclopédie des bandes dessinées de petit format. Tome 1 : Imperia, Fantasmak, 1994